# Wild Side (film, 2004)
Wild Side je koprodukční hraný film z roku 2004, který režíroval Sébastien Lifshitz podle vlastního scénáře. Snímek měl světovou premiéru 8. února 2004 na Mezinárodním filmovém festivalu v Berlíně, kde získal cenu Teddy Award.

## Děj
Stéphanie je mladá trans žena, která si vydělává na živobytí prostitucí. Vrací se na sever Francie ke své matce. Spolu s ní přichází ruský dezertér Mikhaïl a Djamel, která se také živí prostitucí.

## Obsazení
| Stéphanie Michelini | Stéphanie        |
| Yasmine Belmadi     | Djamel           |
| Édouard Nikitine    | Mikhaïl          |
| Josiane Stoléru     | matka            |
| Antony Hegarty      | zpěvák v kavárně |

## Ocenění
- Berlinale – Teddy Award za nejlepší celovečerní film